# Phlegethon Catena
Phlegethon Catena una formació geològica del tipus catena del quadrangle Arcadia de Mart, situat amb coordenades planetocèntriques a 41.75 ° latitud N i 258.91 ° longitud E. Té un diàmetre de 399.69 km i va rebre el nom d'una característica clàssica d’albedo localitzat a les coordenades 38 ° latitud N i 125 ° longitud O. El nom va ser fet oficial per la UAI l'any 1979. El terme "Catena" fa referència a una cadena de cràters.